# کیپ ورد
کیپ ورد (به پرتغالی: Cabo Verde) (نام رسمی در فارسی: دماغهٔ سبز‎) یک کشور جزیره‌ای متشکل از ۱۰ جزیره آتشفشانی در اقیانوس اطلس مرکزی است. این جزیره‌ها در فاصله ۵۷۰ کیلومتری از منطقه آفریقای غربی قرار دارد و وسعتی کمی بیشتر از ۴۰۰۰ کیلومتر مربع دارد. پایتخت کیپ ورد، شهر پرایا با ۱۲۴٬۶۶۱ نفر جمعیت واقع در جزیره سانتیاگو می‌باشد. مساحت کیپ ورد ۴٬۰۳۳ کیلومتر مربع و جمعیت آن ۵۵۰۵۰۰ نفر است.
دماغهٔ سبز تا پیش از قرن پانزدهم میلادی خالی از سکنه بود و توسط کاوشگران پرتغالی کشف و مستعمره امپراتوری پرتغال گردید و اولین سکونت‌گاه‌های اروپایی را در آن تأسیس شدند. این منطقه به‌طور ویژه به‌عنوان منطقه تجارت برده در اقیانوس اطلس بنا گذاشته شد و در قرن شانزدهم و هفدهم میلادی رشد کرد و تاجران، کشتی‌ها و دزدان دریایی را به این منطقه جذب کرد. با پایان برده‌داری در قرن نوزدهم میلادی رونق اقتصادی این منطقه از بین رفت و مهاجرت به آن نیز پایان یافت. کیپ ورد به تدریج دوباره وضعیت تجاری خود را به عنوان توقف‌گاه میانی، در مسیرهای تجاری کشتی‌ها بازیافت. مجمع الجزایر کیپ ورد از سال ۱۹۵۱ خواستار استقلال از پرتغال شد و در سال ۱۹۷۵ به‌طور صلح آمیز مستقل شد.
دماغهٔ سبز همواره کشوری باثبات و دارای رتبه بالایی در مردم‌سالاری است. نظام حاکم بر کشور کیپ ورد، جمهوری چند حزبی با یک مجلس قانون‌گذاری است. رئیس‌جمهور و ۷۲ عضو مجلس ملی را مردم برای یک دورهٔ پنج‌ساله انتخاب می‌کنند و رهبر حزب اکثریت، مقام اجرایی نخست‌وزیری را برعهده می‌گیرد.

## تاریخ

پرچم کیپ ورد پرتغال

این جزایر از گدازه‌های آتشفشانی کف اقیانوس تشکیل شده‌اند و تا قرن پانزدهم میلادی و استقرار پرتغالی‌ها، خالی از سکنه بودند. تا پیش از کشف این جزیره خالی از سکنه بود، پرتغالی‌ها در سال ۱۴۵۶ کیپ ورد را کشف نمودند، این جزیره در سال ۱۴۹۵ به عنوان قسمتی از امپراتوری پرتغال درآمد. بیشتر ساکنان کنونی کیپ ورد را تلفیقی از پرتغالی‌ها و آفریقایی‌تباران تشکیل می‌دهند. به علت موقعیت کیپ ورد که بر سر راه اروپا، آفریقا و بَرّ جدید (منطقهٔ کارائیب) قرار داشت، تجارت برده از مهم‌ترین فعالیت‌های اقتصادی کیپ ورد به‌شمار می‌رفت، تجارت برده تا زمان الغای بردگی در سال ۱۸۷۶ ادامه یافت. در قرن بیستم صنعت کشتیرانی در کیپ ورد رونق یافت.

۱۹۷۵–۱۹۹۲

در سال ۱۹۵۱ وضعیت کیپ ورد از مستعمرهٔ پرتغال به یکی از استان‌های فرادریای (ناحیه فرادریایی) آن کشور تغییر کرد، در سال ۱۹۶۱ از طرف پرتغال به کلیهٔ ساکنان کیپ ورد تابعیت پرتغالی داده شد. جنبش‌های استقلال طلبانه به رهبری حزب آفریقایی برای استقلال گینهٔ بیسائو (دیگر مستعمرهٔ سابق پرتغال) و کیپ ورد که حزب آفریقا برای استقلال گینه و دماغه سبز به‌اختصار PAIGC نام داشت در سال ۱۹۵۶ شکل گرفتند.
طی کودتایی در سال ۱۹۷۴ در پرتغال و پس از رها شدن کیپ ورد از جرگهٔ مستعمرات پرتغال، این کشور در ۵ ژوئیه ۱۹۷۵ از پرتغال اعلام استقلال کرد.

## سیاست

### سیاست داخلی
در سال ۱۹۷۵ آریستیدس پریرا رئیس‌جمهور کشور کیپ ورد شد. ریاست جمهوری وی تا سال ۱۹۹۱ ادامه یافت. در ۱۳ ژانویه ۱۹۹۱ نخستین انتخابات چندحزبی پس از استقلال در کیپ ورد برگزار شد، نتیجهٔ این انتخابات حکایت از شکست حزب آفریقایی برای استقلال کیپ ورد از حزب اقلیت حزب جنبش دموکراسی (MpD) به رهبری «آنتونیو مونتریو» داشت، او بار دیگر در سال ۱۹۹۶ در انتخابات پیروز و در سمت خود ابقا شد، در انتخابات ۲۲ مارس ۲۰۰۱ پدرو پیرس از حزب آفریقایی برای استقلال کیپ ورد با کسب ۵۱ ٪ آرا بر رقیبش، کارلوس ویه گا از حزب جنبش دموکراسی که فقط ۴۸ ٪ آرا را به دست آورد پیروز و رئیس‌جمهور کیپ ورد شد. پنج سال بعد در ۱۲ فوریه ۲۰۰۶ انتخابات ریاست جمهوری برگزار شد پدرو ورونا پیرس با اکثریت آرا تا سال ۲۰۱۱ رئیس‌جمهور کیپ ورد باقی ماند. از سال ۲۰۱۱ تاکنون خورخه کارلوس رئیس‌جمهور این کشور است.
از ۱ فوریه ۲۰۰۱ نیز، خوزه ماریا پریرا نوس نخست‌وزیر کیپ ورد شد.

### سیاست خارجی

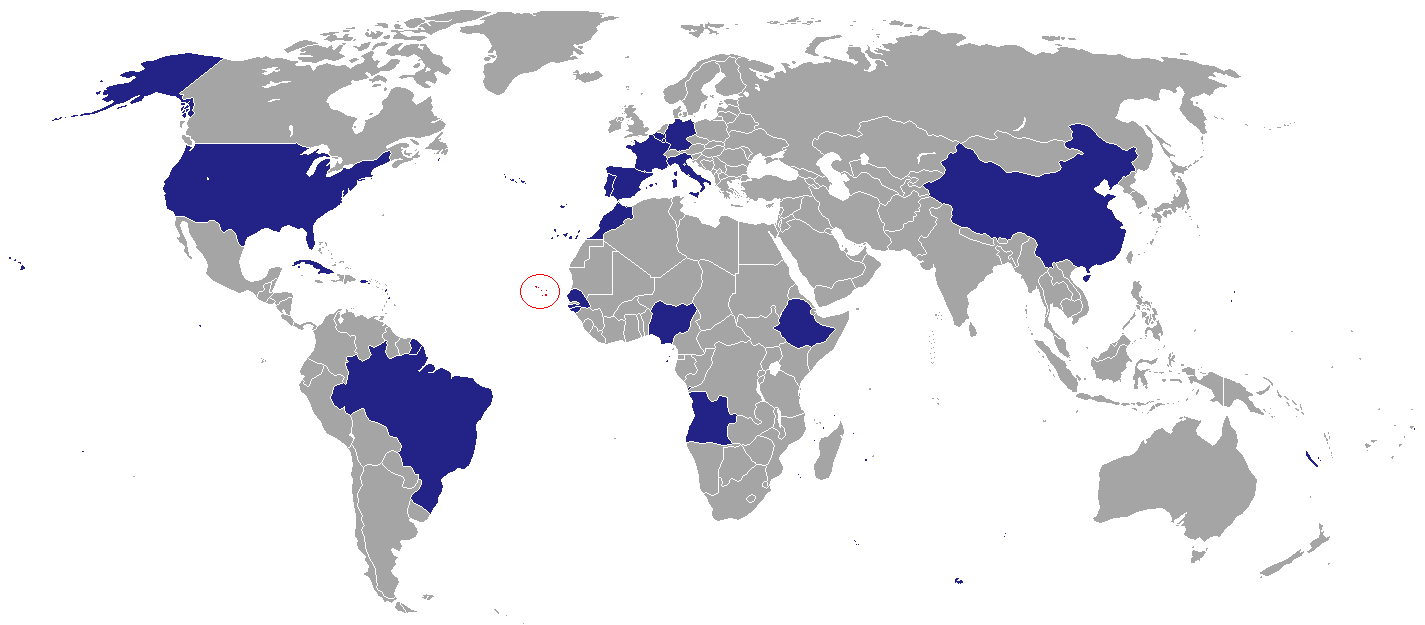

کیپ ورد عضو جنبش عدم تعهد می‌باشد و با تمامی کشورها روابط دوستانه دارد. آنگولا، برزیل، چین، لیبی، کوبا، فرانسه، آلمان، پرتغال، اسپانیا، سنگال، روسیه، لوگزامبورگ و آمریکا در پرایا سفارتخانه دارند. اغلب فعالیت‌های سیاست خارجی کیپ ورد در آفریقا است.
کیپ ورد در بسیاری از همایش‌های بین‌المللی در مورد مسائل اقتصادی و سیاسی شرکت می‌کند و از سال ۲۰۰۷ تحت توافقنامه کوتونو در وضعیت همکاری ویژه با اتحادیه اروپا است.

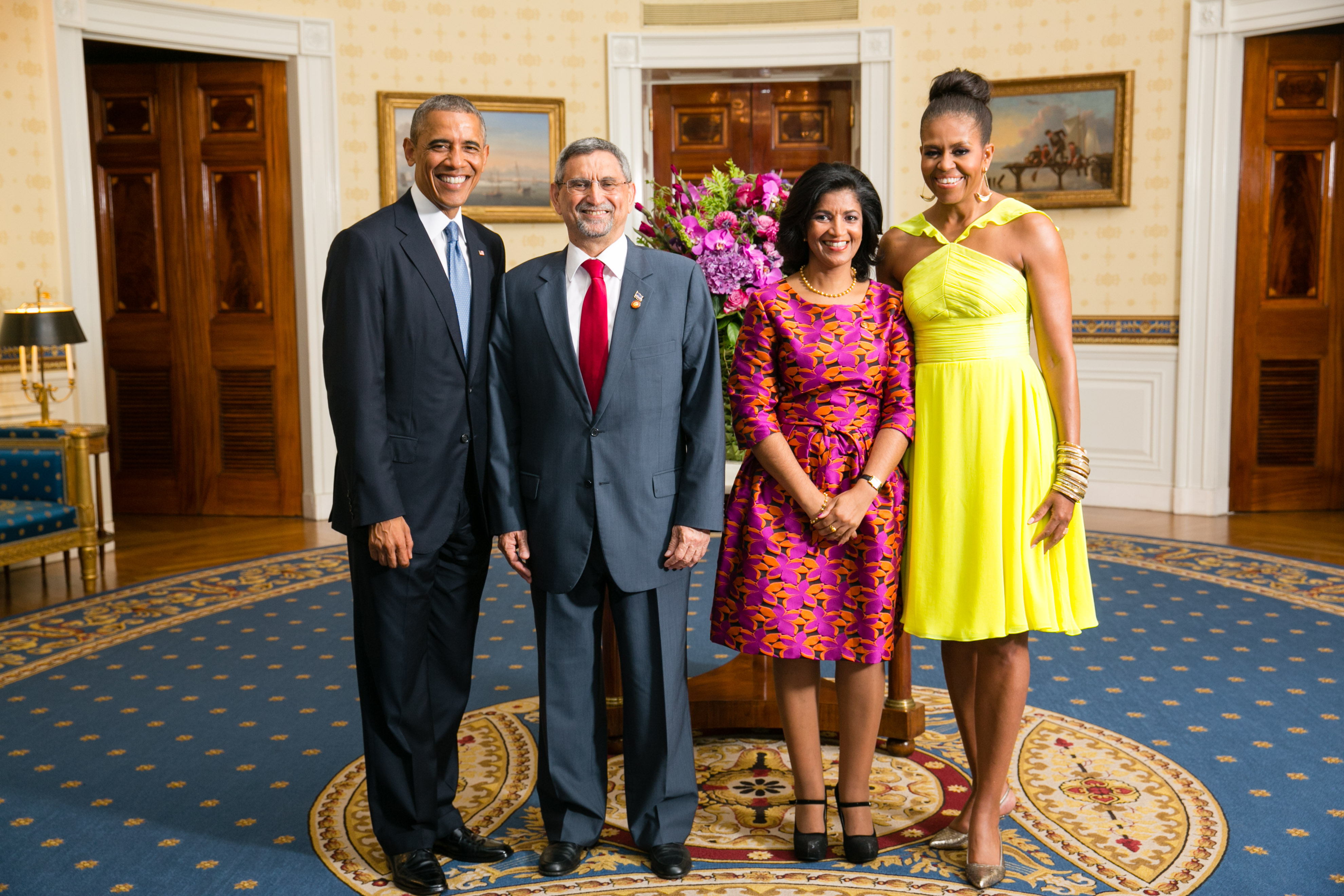
خورخه کارلوس و باراک اوباما به همراه همسرانشان در کاخ سفید

## جغرافیا

جمهوری کیپ ورد مجمع الجزایری است واقع در غرب آفریقا، اقیانوس اطلس شمالی و غرب سنگال و ۱۰۰۰ کیلومتری جزایر قناری قرار گرفته است. از مهم‌ترین شهرهای کیپ ورد می‌توان به میندلو در جزیرهٔ سائو ویسنته با ۷۰٬۶۱۱ نفر جمعیت و سائو فیلیپه در جزیرهٔ فوگو با ۲۷٬۸۲۶ نفر جمعیت اشاره کرد. از دیدگاه اقلیمی، کیپ ورد دارای آب و هوایی در کل نسبتاً معتدل، گرم، تابستان‌هایی خشک، و بارش‌هایی ناچیز و بسیار نامنظم می‌باشد، همچنین کیپ ورد کشوری شیب‌دار، ناهموار، کوهستانی و آتشفشانی است، بلندترین نقطهٔ کاپ ورد، پیکو دو فوگو با ۲۸۲۹ متر ارتفاع در جزیرهٔ فوگو واقع شده است. همچنین، آب‌های فیروزه‌ای رنگ و زلالی که این کشور را محاصره کرده، نمونه‌های رنگارنگی از زندگی زیر آب را در خود جای داده است.

### شهرهای مهم
از مهم‌ترین شهرهای کیپ ورد می‌توان به میندلو در جزیرهٔ سائو ویسنته با ۷۰٬۶۱۱ نفر جمعیت و سائو فیلیپه در جزیرهٔ فوگو با ۲۷٬۸۲۶ نفر جمعیت اشاره کرد.
| ترتیب | شهر         | جمعیت (۲۰۰۵) | ناحیه         |
| ----- | ----------- | ------------ | ------------- |
| ۱     | پرایا       | ۱۱۳٫۳۶۴      | پرایا         |
| ۲     | میندلو      | ۷۰٫۶۱۱       | سائو ویسنته   |
| ۳     | سانتا ماریا | ۱۷٫۲۳۱       | سال           |
| ۴     | پدرا بادژو  | ۹٫۴۸۸        | سانتاکروز     |
| ۵     | سائو فیلیپه | ۸٫۱۸۹        | سائو فیلیپه   |
| ۶     | آسومادا     | ۷٫۹۲۷        | سانتا کاترینا |
| ۷     | تارافال     | ۶٫۴۶۳        | تارافال       |
| ۸     | اسپارگوس    | ۶٫۱۷۳        | سال           |

### محیط زیست
جمهوری کیپ ورد محیط زیست عادی دارد که در آن حیواناتی زندگی می‌کنند که معمولی است که حیوانات مختلف آفریقایی که در این جزیره وجود دارند. سانتیاگو که مملو است از درخت‌های موز و جنگل‌های انبوه، طیف وسیعی از جاذبه‌های گردشگری را ارائه می‌کند.

### تقسیمات کشوری

کیپ ورد دارای ۱۷ بخش می‌باشد:
| شماره | جزیره                     |                         |
| ----- | ------------------------- | ----------------------- |
|       | سانتو آنتائو              | ریبیرا گرانده           |
|       | سانتو آنتائو              | پل                      |
|       | سانتو آنتائو              | پورتو نووو              |
|       | سائو ویسنته               |                         |
|       | سائو نیکولائو Sao Nicolau | ریبیرا براوا            |
| ۱۸    | سائو نیکولائو Sao Nicolau | تارافال د سائو نیکولائو |
|       | سائو ویسنته               | سائو ویسنته             |
|       | سانتا لوئیزا              | سائو ویسنته             |
| ۱۶    | سال Sal                   | سال                     |
| ۱۵    | بوآ ویشتا Boa Vista       | بوآ ویشتا               |

- ۱۴-مایو
- -۱۷ریبیرا براوا

| شماره |                                         | جزیره        |
| ----- | --------------------------------------- | ------------ |
| ۱     | تارافال                                 |              |
| ۲     | سائو میگوئل Sao Miguel                  |              |
| ۳     | سائو سالوادور دو موندا                  |              |
| ۴     | سانتا کروز Santa Cruz                   |              |
| ۵     | سائو دومینگوس Sao Domingos              |              |
| ۶     | پرایا Praia                             |              |
| ۷     | ریبیرا گرانده د سانتیاگو Ribeira Grande |              |
| ۸     | سائو لورنسو دوس اوگئوس                  |              |
| ۹     | سانتا کاتارینا                          |              |
| ۱۰    | براوا                                   | براوا Brava  |
| ۱۱    | سائو فیلیپه Sao Filipe                  | فوگو         |
| ۱۲    | سانتا کاتارینا دو فوگو Santa Catarina   | فوگو         |
| ۱۳    | موستئیروس Mosteiros                     | فوگو         |
| ۱۹    | سائو ویسنته Sao Vicente                 |              |
| ۲۰    | پورتو نووو Porto Novo                   | سانتو آنتائو |
| ۲۱    | ریبیرا گرانده                           | سانتو آنتائو |
| ۲۲    | پل Paul                                 | سانتو آنتائو |

## وضعیت آب و هوایی
| وضعیت آب‌وهوای سالانه | دما  | دما  | میزان بارش (م. م) |
| -------------------- | ---- | ---- | ----------------- |
| ژانویه               | ۷۵°F | ۲۴°C | ۵٫۳mm             |
| فوریه                | ۷۵°F | ۲۴°C | ۳٫۸mm             |
| مارس                 | ۷۷°F | ۲۵°C | ۱٫۳mm             |
| آوریل                | ۷۷°F | ۲۵°C | ۰٫۰mm             |
| مه                   | ۷۸°F | ۲۵°C | ۰٫۰mm             |
| ژوئن                 | ۷۹°F | ۲۶°C | ۰٫۰mm             |
| ژوئیه                | ۸۱°F | ۲۷°C | ۰٫۸mm             |
| اوت                  | ۸۴°F | ۲۹°C | ۱۴٫۱mm            |
| سپتامبر              | ۸۵°F | ۲۹°C | ۳۳٫۶mm            |
| اکتبر                | ۸۳°F | ۲۹°C | ۶٫۵mm             |
| نوامبر               | ۸۱°F | ۲۷°C | ۲٫۵mm             |
| دسامبر               | ۷۷°F | ۲۵°C | ۱٫۶mm             |

## اقتصاد
واحد پول کیپ ورد، اسکودو با واحد جزء (سنتاوو) نام دارد. به دلیل موقعیت مکانی کیپ ورد در قسمت شرقی اقیانوس اطلس و در مسیر کشتی‌ها و خطوط هواپیمایی، دولت این کشور سعی در گسترش بندرها و افزودن بر گنجایش فرودگاه‌های کاپ ورد و به‌طور کلی نوسازی ناوگان ترابری این کشور را دارد، در همین راستا اتحادیهٔ اروپا و بانک جهانی نیز کمک‌های مالی بسیار زیادی به این کشور طی سالهای اخیر ارائه داده‌اند.

## مردم

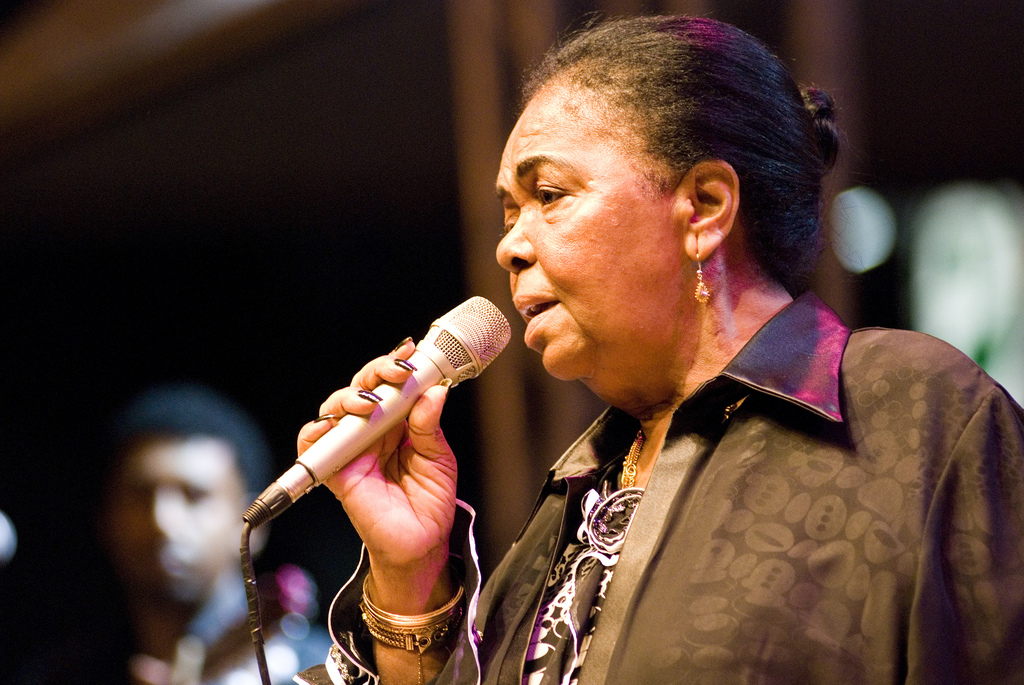
آوازه‌خوان پابرهنه یکی از خوانندگان کیپ ورد

نژاد ۷۱ ٪ کیپ وردی‌ها، کریول (دورگهٔ سفید و سیاه)، ۲۸ ٪ سیاه آفریقایی و ۱ ٪ نیز سفید اروپایی هستند. دین ۹۱ ٪ مردم کیپ ورد نیز کاتولیک و ۹ ٪ پروتستان است. زبان رسمی کیپ ورد، پرتغالی است، در کنار پرتغالی، کریولو که آمیزه‌ای از زبان پرتغالی و زبان‌های آفریقای غربی است نیز رایج است. این مجمع الجزایر جایی است که انواع فرهنگ‌های مختلف اروپایی، آفریقایی و حتی برزیلی در هم می‌آمیزند و این همزیستی در همه چیز، از غذا تا موسیقی مشهود است.
کرئول‌ها (دورگه‌ها) ۷۱ درصد از جمعیت کیپ ورد را تشکیل می‌دهند و در حدود ۹۸ درصد از آنان مسیحی‌اند و ۶۰ درصد از آنان شهرنشین‌اند.

### جمعیت

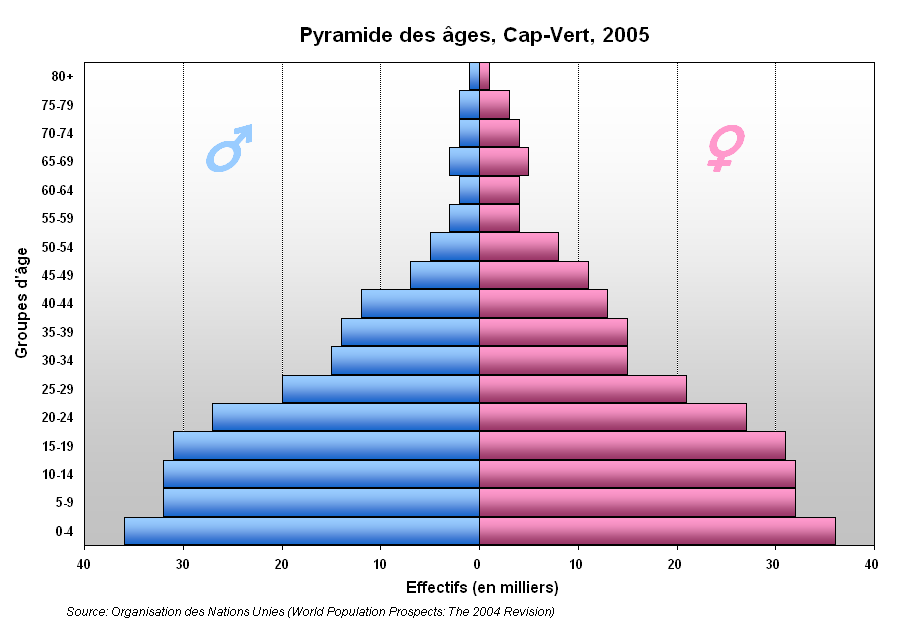
هرم جمعیت در کیپ ورد

جمعیت کشور کیپ ورد حدود ۴۹۱٬۵۷۵ نفر است (۲۰۱۰) و تراکم نسبی آن به ۱۲۹٫۹ نفر در کیلومتر مربع می‌رسد. رشد سالانهٔ جمعیت این کشور ۱٫۸ درصد است.

## نیروهای مسلح
نیروهای مسلح کیپ ورد بخشی از وزارت دفاع است و از دو بخش اصلی گارد ملی و گارد ساحلی تشکیل می‌شود.

### گارد ملی

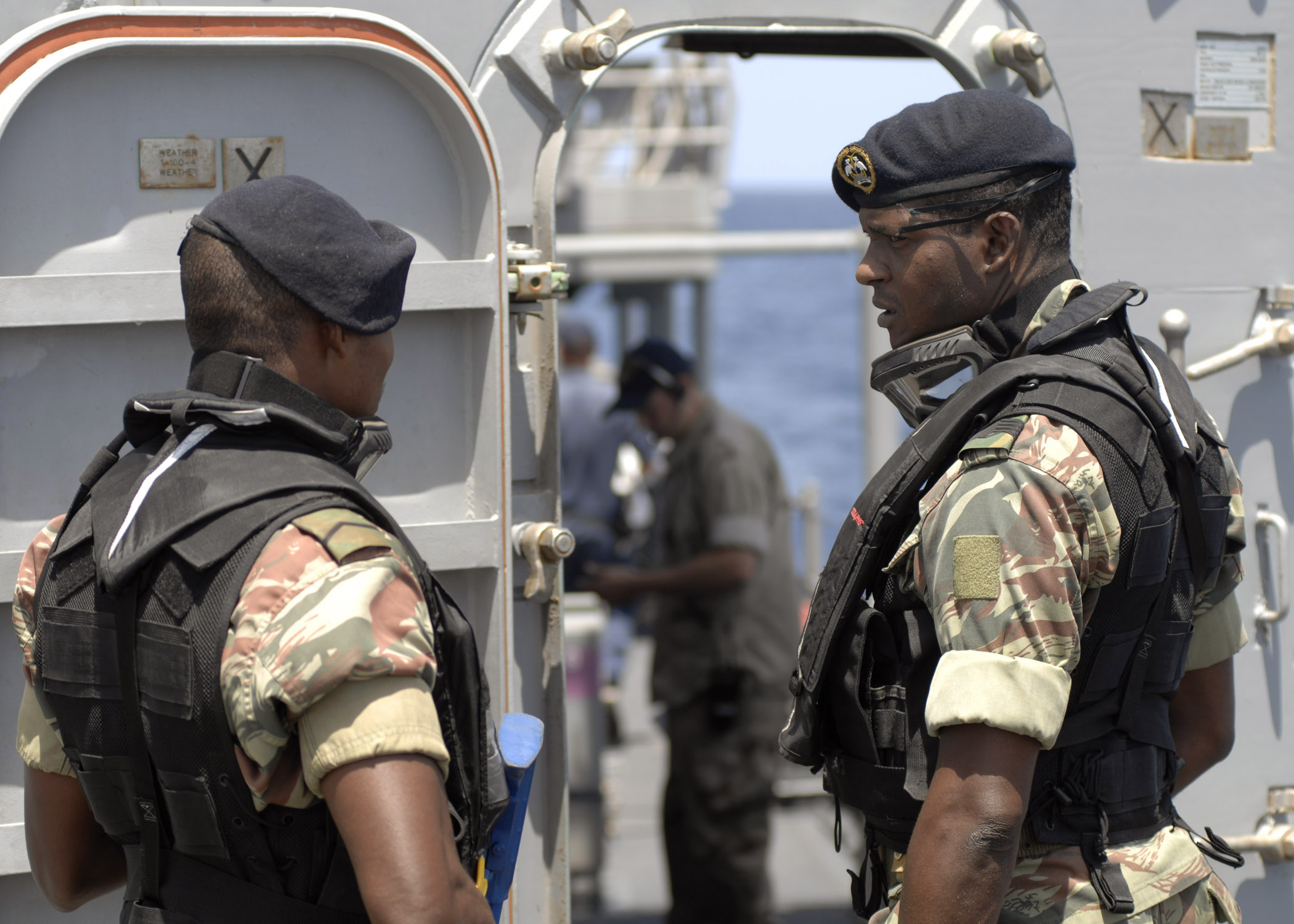
تفنگداران دریایی کیپ ورد

گارد ملی مهم‌ترین شاخه از نیروهای مسلح جهت دفاع از کشور است و مسئول عملیات زمینی، دریایی و امنیت داخلی است. این شاخه از بخش‌های زیر تشکیل می‌شود:
- فرماندهی قلمرویی
  - فرماندهی ناحیه نظامی یکم
  - فرماندهی ناحیه نظامی دوم
  - فرماندهی ناحیه نظامی سوم
- گروه‌های نظامی
  - نیروی پلیس
  - تفنگداران دریایی
  - لشکر توپخانه

### گارد ساحلی

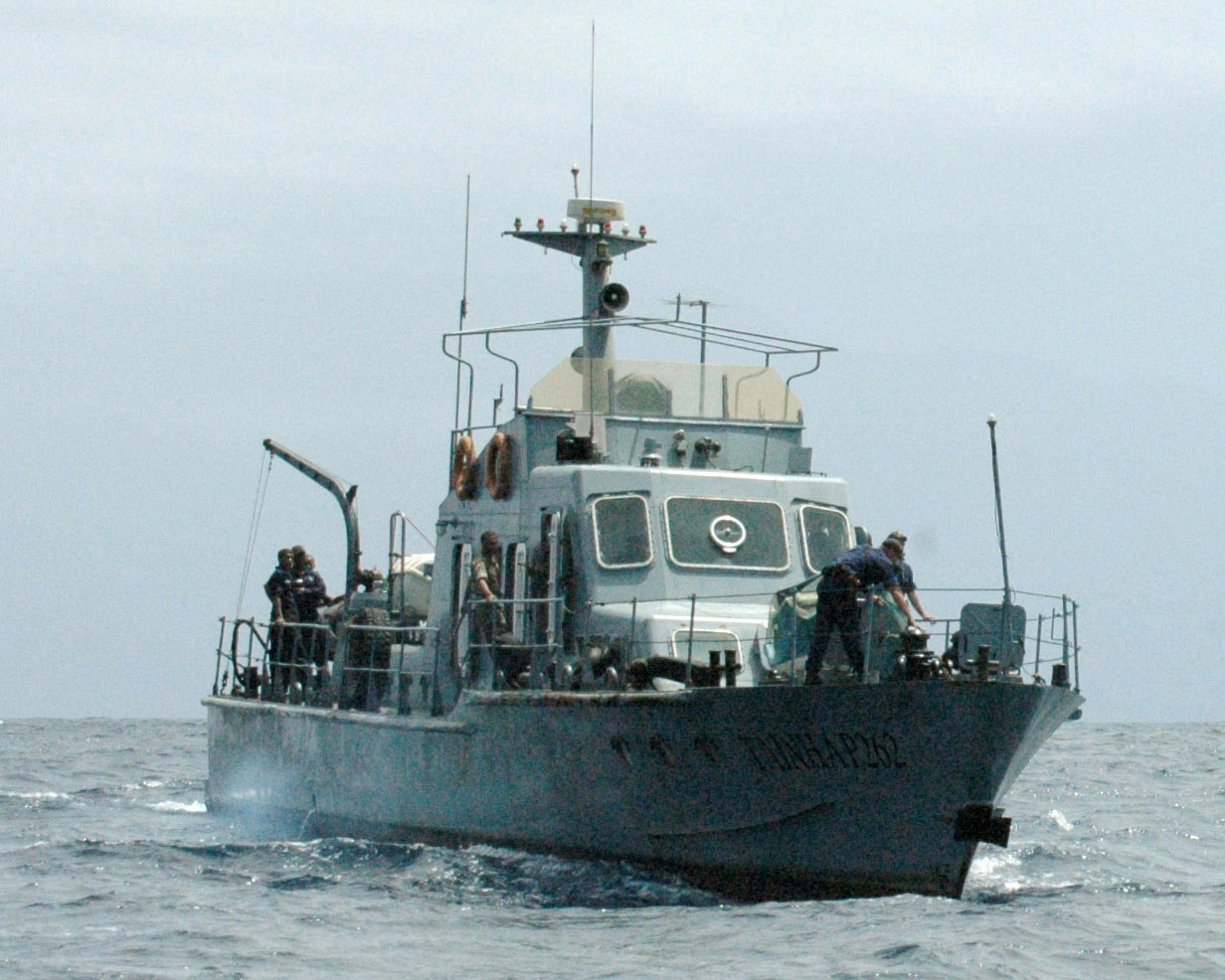
قایق گشت دریایی متعلق به گارد ساحلی

گارد ساحلی شاخه‌ای از نیروهای مسلح کیپ ورد است که مسئولیت دفاع و حفاظت از منافع ملی اقتصادی کشور را در دریا و پشتیبانی هوایی و دریایی نیروهای مسلح در عملیات‌های آبی-خاکی را بر عهده دارد. این شاخه از بخش‌های زیر تشکیل می‌شود:
- فرماندهی گارد ساحلی
- مرکز عملیات امنیت دریایی
- اسکادران دریایی
- اسکادران هوایی